# Anadenobolus bruesi
Anadenobolus bruesi är en mångfotingart som först beskrevs av Chamberlin 1918.  Anadenobolus bruesi ingår i släktet Anadenobolus och familjen Rhinocricidae. Inga underarter finns listade i Catalogue of Life.